# Пожарище (Лузький район, Кіровська область)
Пожа́рище (рос. Пожарище) — присілок у складі Лузького району Кіровської області, Росія. Входить до складу Лальського міського поселення.
Населення становить 2 особи (2010, 6 у 2002).
Національний склад станом на 2002 рік — росіяни 100 %.